# Spera (Trentino)
Spera ist eine Fraktion der italienischen Gemeinde (comune) Castel Ivano in der Provinz Trient, Region Trentino-Südtirol.

## Geographie
Spera liegt etwa 30 Kilometer östlich von Trient auf einer Höhe von 557 m s.l.m. auf der orographisch linken Talseite in der Valsugana.

## Geschichte
Spera war bis 2015 eine eigenständige Gemeinde und schloss sich am 1. Januar 2016 schloss mit den Gemeinden Strigno und Villa Agnedo zur neuen Gemeinde Castel Ivano zusammen. Die Gemeinde gehörte zur Talgemeinschaft Comunità Valsugana e Tesino. Nachbargemeinden waren Scurelle, Strigno und Samone.

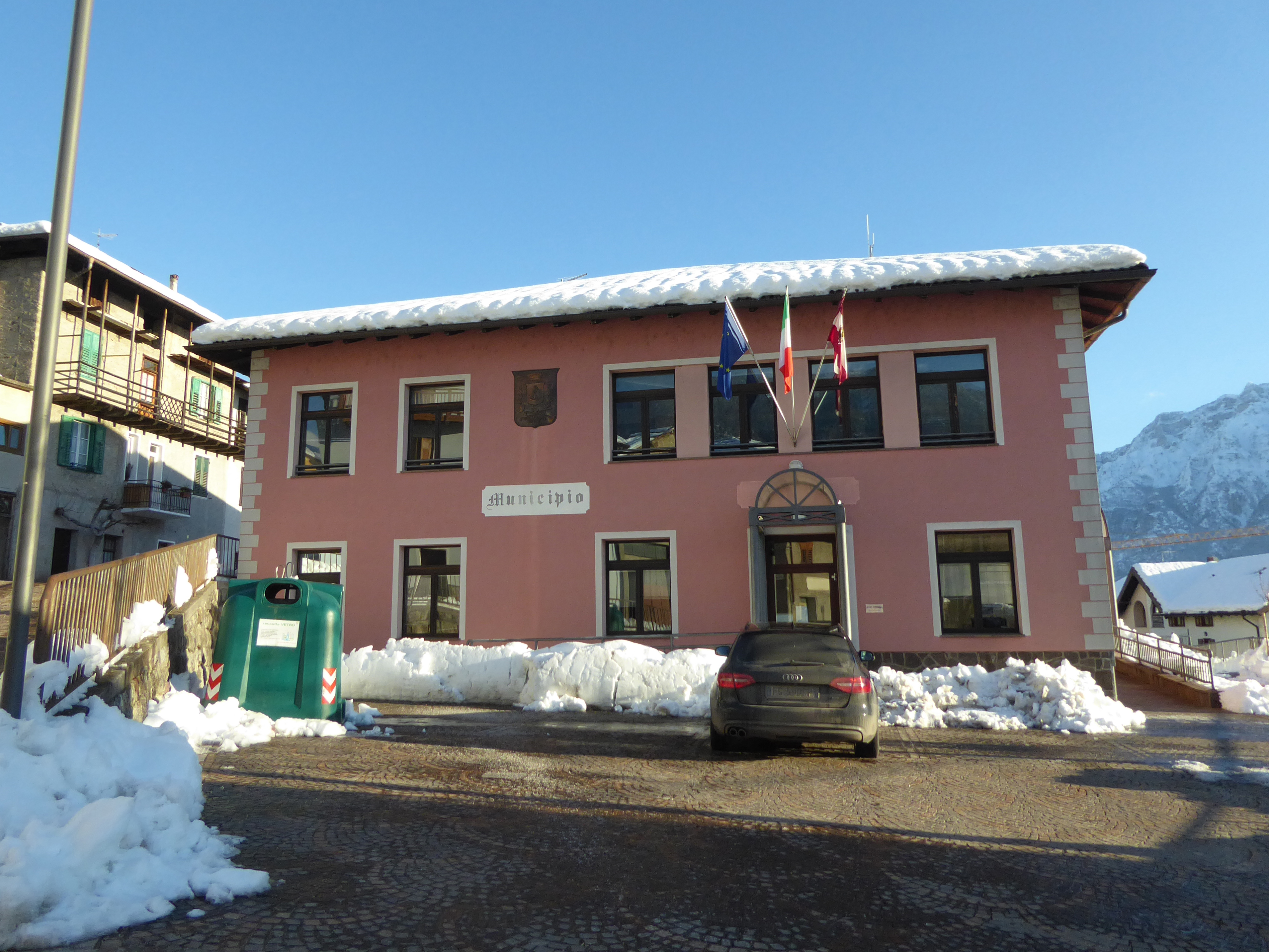
Ehemaliges Rathaus
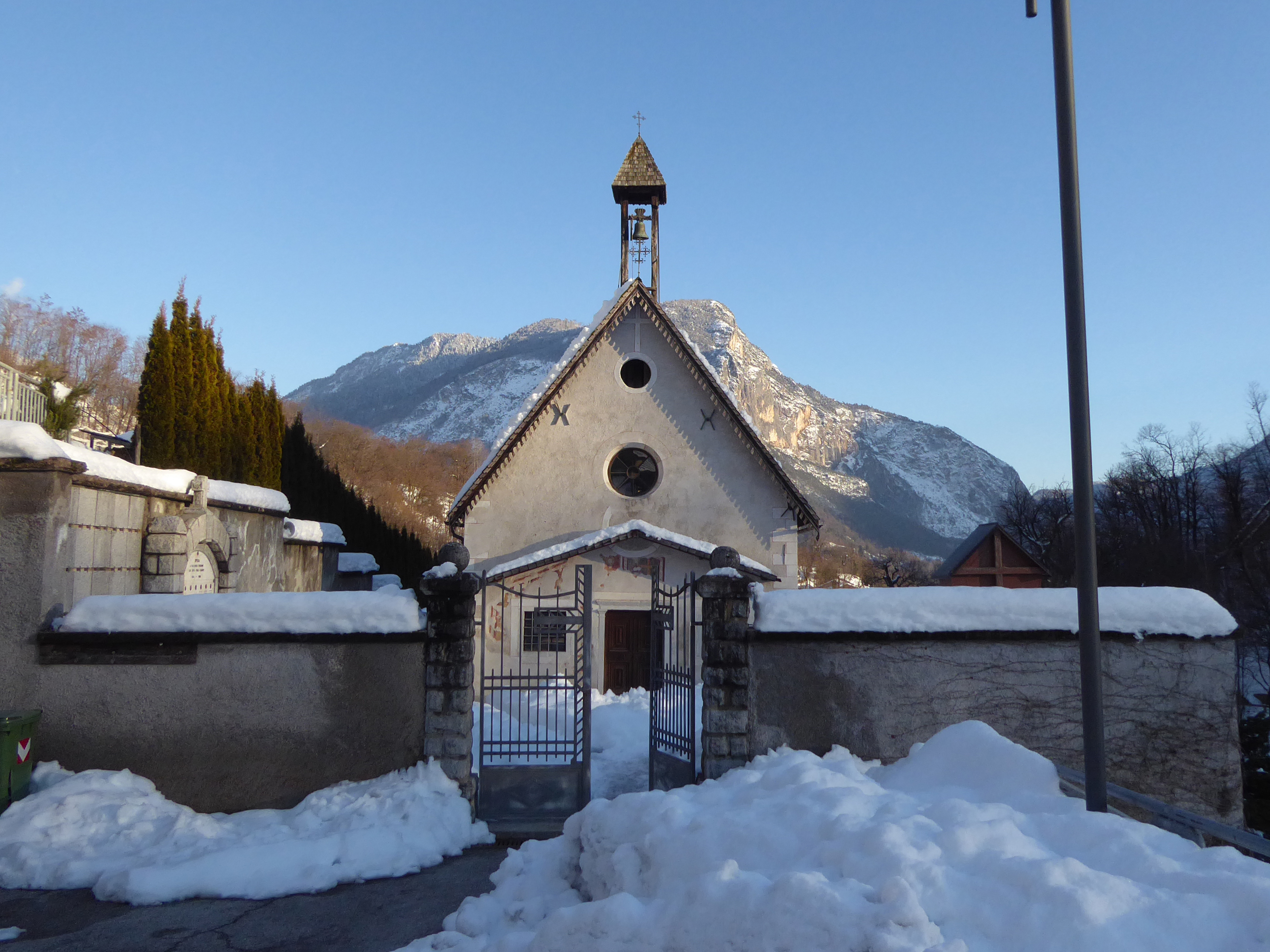
Friedhofskirche Sant’Apollonia